# Ngoloblasso
Ngoloblasso est une localité du nord de la Côte d'Ivoire et appartenant au département de Madinani, dans la région du Kabadougou. La localité de Ngoloblasso est un chef-lieu de commune.